# Кубок УДЕАК
Кубок УДЕАК - футбольный турнир центральноафриканских стран (Республика Конго, Чад, Экваториальная Гвинея, Камерун, Габон и ЦАР). Основан в ознаменование 20-летия создания УДЕАК. Сезон 1990 года оказался последним, позже был возрождён под именем Кубок КЕМАК. Турнир разыгрывался под эгидой УНИФФАК.

## Результаты
| 1984 Обзор | Республика Конго      | Камерун          | 2 - 2 (5-4 пен.) | Республика Конго | ЦАР              | 2 - 2 (8-7 пен.)   | Габон                 |
| 1985 Обзор | Габон                 | Габон            | 3 - 0            | Республика Конго | Камерун          | 2 - 1              | Чад                   |
| 1986 Обзор | Экваториальная Гвинея | Камерун          | 4 - 1            | Чад              | Республика Конго | [ 1 ]              | Габон                 |
| 1987 Обзор | Чад                   | Камерун          | 1 - 0            | Чад              | Габон            | 0 - 0 (4 - 3 пен.) | Экваториальная Гвинея |
| 1988 Обзор | Камерун               | Габон            | 1 - 0            | Камерун          | Республика Конго | 3 - 0              | ЦАР                   |
| 1989 Обзор | ЦАР                   | Камерун          | 2 - 1            | ЦАР              | Республика Конго | 2 - 0              | Чад                   |
| 1990 Обзор | Республика Конго      | Республика Конго | 2 - 1            | Камерун          | Чад              | 2 - 1              | Габон                 |

## Победители
| Побед  | Страна           | Год(ы)                 |
| ------ | ---------------- | ---------------------- |
| 4 раза | Камерун          | 1984, 1986, 1987, 1989 |
| 2 раза | Габон            | 1985, 1988             |
| 1 раз  | Республика Конго | 1990                   |